# Arcadia (Iowa)
Arcadia es una ciudad situada en el  condado de Carroll, Estado de Iowa, Estados Unidos. Según el censo de 2000 tenía una población de 443 habitantes.

## Demografía
Según el censo de 2000, había 443 personas, 172 hogares y 125 familias residiendo en la localidad. La densidad de población era de 175,00 hab./km². Había 183 viviendas con una densidad media de 72,1 viviendas/km². El 99,55% de los habitantes eran blancos, el 0,45% asiáticos. El 0,23% de la población eran hispanos o latinos de cualquier raza.
Según el censo, de los 172 hogares, en el 33,7% había menores de 18 años, el 65,7% pertenecía a parejas casadas, el 4,7% tenía a una mujer como cabeza de familia, y el 27,3% no eran familias. El 25,6% de los hogares estaba compuesto por un único individuo, y el 17,4% pertenecía a alguien mayor de 65 años viviendo solo. El tamaño promedio de los hogares era de 2,58 personas, y el de las familias de 3,11.
La población estaba distribuida en un 27,5% de habitantes menores de 18 años, un 8,6% entre 18 y 24 años, un 26,4% de 25 a 44, un 15,8% de 45 a 64, y un 21,7% de 65 años o mayores. La media de edad era 38 años. Por cada 100 mujeres había 113,0 hombres. Por cada 100 mujeres de 18 años o más, había 96,9 hombres.
Los ingresos medios por hogar en la localidad eran de 34.063 dólares ($), y los ingresos medios por familia eran 45.278 $. Los hombres tenían unos ingresos medios de 28.636 $ frente a los 18.750 $ para las mujeres. La renta per cápita para la ciudad era de 16.584 $. El 6,1% de la población y el 2,7% de las familias estaban por debajo del umbral de pobreza. El 9,3% de los menores de 18 años y el 6,2% de los habitantes de 65 años o más vivían por debajo del umbral de pobreza.

## Geografía
Según la Oficina del Censo de los Estados Unidos, la localidad tiene un área total de 2,53 km², la totalidad de los cuales corresponden a tierra firme.